# آنتی‌متابولیت

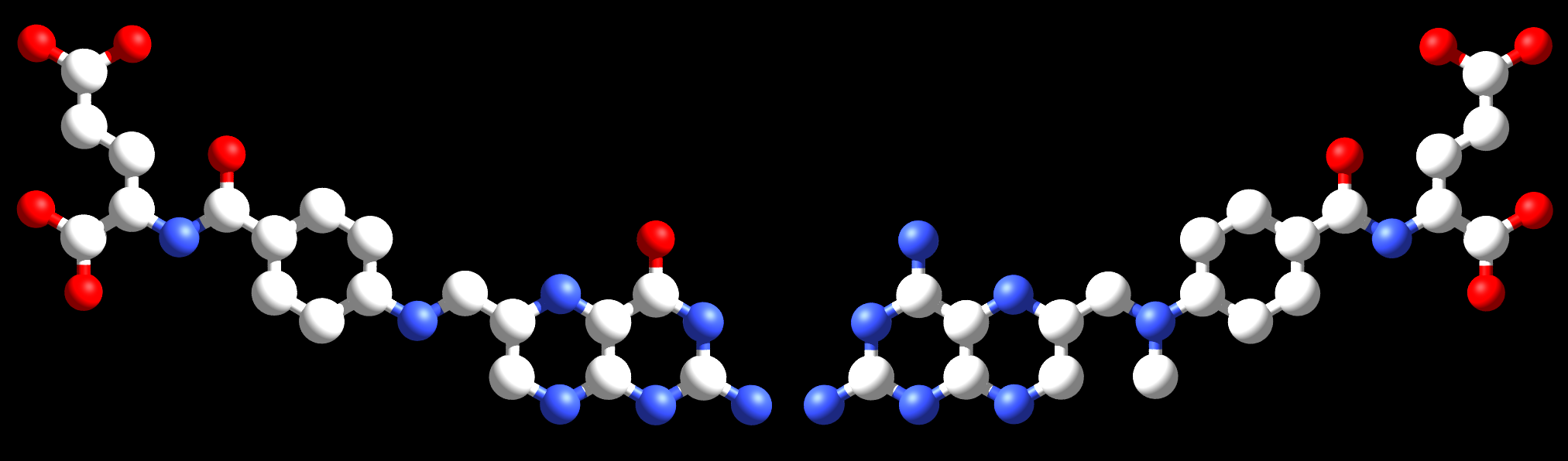
داروی متوترکسات (راست) یک ضد متابولیت است که در متابولیسم اسید فولیک (چپ) تداخل ایجاد می‌کند.

آنتی متابولیت یا ضدمتابولیت (به انگلیسی: Antimetabolite) یک ماده شیمیایی است که مانع استفاده سلول‌ها از متابولیت‌ها می‌شود. متابولیت ماده شیمیایی دیگری است که مورد نیاز سلول‌ها در بخشی از متابولیسم طبیعی آن‌ها است. آنتی متابولیت‌ها اغلب از نظر ساختاری مشابه متابولیتی هستند که در آن تداخل ایجاد می‌کنند؛ مثلاً آنتی‌فولات‌ها در استفادهٔ سلول از اسید فولیک اختلال ایجاد می‌کند و به دلیل این شباهت مهار رقابتی می‌تواند رخ دهد. وجود آنتی متابولیت‌ها می‌تواند بر روی سلول‌ها تأثیراتی سمی بگذارد و مانع رشد سلول و تقسیم سلولی شود؛ بنابراین این ترکیبات طی شیمی درمانی برای درمان سرطان و مهار تکثیر سلول‌های سرطانی استفاده می‌شوند.

## موارد استفاده

### درمان سرطان
از آنتی متابولیت‌ها می‌توان در درمان سرطان استفاده کرد. این مواد در سنتز دی‌ان‌ای و در نتیجه در تقسیم سلول‌ها و رشد تومور تداخل ایجاد می‌کنند. از آنجا که سلول‌های سرطانی بیشتر از سلول‌های دیگر تقسیم می‌شوند، مهار تقسیم سلولی بیش از سلول‌های دیگر به سلول‌های تومور آسیب می‌رساند. از داروهای ضد متابولیت معمولاً برای درمان سرطان خون، سرطان پستان، سرطان تخمدان، سرطان‌های دستگاه گوارش و برخی انواع دیگر سرطان‌ها استفاده می‌شود. در سیستم طبقه‌بندی شیمیایی درمانی آناتومیک داروهای ضد متابولیت ضد سرطان با کد L01B طبقه‌بندی می‌شوند.
آنتی متابولیت‌ها به‌طور کلی با ایجاد نوکلئوتیدهای تغییر یافته یا با اختلال در ساخت دی‌اکسی‌نوکلئوتیدهای مورد نیاز برای سنتز دی‌ان‌ای و تکثیر سلول‌ها، در تقسیم میتوز سلول‌های سرطانی اختلال ایجاد می‌کنند.
نمونه‌هایی از داروهای ضد متابولیت مورد استفاده در درمان سرطان:
- ۵- فلوروراسیل (5-FU)
- ۶- مرکاپتوپورین (6 MP)
- Capecitabine (Xeloda®)
- سیتارابین (آرا-C®)
- فلوکسوریدین
- فلودارابین
- جمسیتابین (Gemzar®)
- هیدروکسی کربامید
- متوترکسات
- پمترکسد (Alimta®)
- فوتوتراکسات[۴]

### استفاده به‌عنوان آنتی بیوتیک
آنتی متابولیت‌ها می‌توانند همچون آنتی‌بیوتیک‌هایی مثل سولفانیل‌آمید که با رقابت با اسید پارا آمینوبنزوئیک (PABA) سنتز دی‌هیدروفولیک اسید در باکتری‌ها را مهار کنند. PABA در واکنش‌های آنزیمی تولید اسید فولیک مورد نیاز است، که به عنوان کوآنزیم در سنتز پورین‌ها و پیریمیدین‌ها (عناصر سازنده DNA) عمل می‌کند. پستانداران اسید فولیک مورد نیاز خود را سنتز نمی‌کنند و این ماده را با مصرف مواد غذایی تأمین می‌کنند و تحت تأثیر مهارکننده‌های PABA قرار نگرفته و دچار مشکل نمی‌شوند؛ بنابراین در این فرایند، باکتری‌ها به‌طور انتخابی از بین می‌روند.
آنتراسایکلین‌ها آنتی‌بیوتیک‌های ضد توموری هستند که در عملکرد آنزیم‌های دخیل در همانندسازی دی‌ان‌ای در طول چرخه سلولی تداخل می‌کنند.
نمونه‌هایی از آنتراسایکلین‌ها
- داونوروبیسین
- دوکسوروبیسین (Adriamycin®)
- اپی روبیسین
- ایداروبیسین
- آنتی‌بیوتیک‌های ضد تومور که آنترا سایکیلین نیستند
- اکتینومایسین-دی
- بلومایسین
- میتومایسین-سی
- میتوکسانترون
- فوتوترکسات[۴][۷]

### موارد استفادهٔ دیگر
از داروهای ضد متابولیت، به ویژه میتومایسین سی (MMC)، معمولاً در ایالات متحده و ژاپن به عنوان مکمل روش ترابکولکتومی، (روشی از جراحی برای درمان گلوکوم) استفاده می‌شود.
داروهای آنتی‌متابولیت باعث کاهش فیبروز در محل جراحی می‌شوند؛ بنابراین استفاده از آن به دنبال داکریوسیستورینوستومی خارجی، (روشی برای مدیریت انسداد مجرای بینی) در حال تحقیق و بررسی است.

## انواع
- آنالوگ‌های بازی (بازهای نوکلئوتیدی تغییر یافته): ساختارهایی هستند که می‌توانند جایگزین بازهای نوکلئوتیدی طبیعی در اسیدهای نوکلئیک شوند. این به آن معنی است که این مولکول‌ها از نظر ساختاری به اندازه کافی با اجزای اساسی DNA شباهت دارند که می‌توانند جایگزین آن‌ها شوند. با این حال، از آن‌جا که این مواد پس از قرار گرفتن در ساختار DNA، اندکی با بازهای طبیعی تفاوت دارند، تولید DNA متوقف شده و سلول می‌میرد.
  - آنالوگ‌های پورین: از ساختار پورین‌های متابولیک موجود در DNA یعنی آدنوزین و گوانوزین تقلید می‌کنند.
    - مثال‌ها: آزاتیوپرین، فلودرابین و تیوپورین‌ها

  - آنالوگ‌های پیریمیدین: ساختار پیریمیدین‌های متابولیک یعنی سیتوزین و تیمین را تقلید می‌کنند.
    - مثال‌ها: ۵-فلوروراسیل، جمسیتابین و سیتارابین[۱۰]
- آنالوگ‌های نوکلئوزید: جایگزین‌های نوکلئوزیدی که از یک آنالوگ اسید نوکلئیک و یک قند تشکیل شده‌اند. این مواد به اندازه کافی شبیه مولکول‌های مورد استفاده برای ساخت DNA هستند و وارد ساختار آن می‌شوند اما به اندازه کافی متفاوت هستند که پس از ورود به آن ساخت DNA طبیعی و رشد سلول را متوقف می‌کنند.
- آنالوگ‌های نوکلئوتید: جایگزین‌های نوکلئوتیدی که از اسید نوکلئیک، قند و ۱-۳ فسفات تشکیل شده‌اند. این بدان معنی است که این مولکولها دقیقاً مانند قطعات استفاده شده برای ساخت DNA در سلول هستند و می‌توانند در DNA سلول در حال رشد گنجانده شوند. با این وجود چون آن‌ها آنالوگ هستند، کمی متفاوت از نوکلئوتیدهای معمولی هستند و باعث می‌شوند رشد سلول متوقف شود و سلول از بین برود.
- ضد فولات‌ها: موادی شیمیایی که مانع از فعالیت اسید فولیک (ویتامین ب۹) مادهٔ ضروری در تولید DNA و رشد و تکثیر سلول‌ها می‌شوند.[۱۰]